# Episodi di Georgie & Mandy's First Marriage
La prima stagione della sitcom Georgie & Mandy's First Marriage è stata trasmessa in prima visione assoluta negli Stati Uniti d'America sulla CBS dal 17 ottobre 2024 al 15 maggio 2025. Inizialmente pianificata come una stagione da soli 13 episodi, il 30 ottobre 2024, dopo i buoni indici di ascolto ottenuti la CBS ha ordinato una stagione completa da 22 episodi.
In Italia attualmente è inedita. 
| nº | Titolo originale                            | Titolo italiano | Prima TV USA     | Prima TV Italia |
| -- | ------------------------------------------- | --------------- | ---------------- | --------------- |
| 1  | The 6:10 to Lubbock                         |                 | 17 ottobre 2024  |                 |
| 2  | Some New York Nonsense                      |                 | 24 ottobre 2024  |                 |
| 3  | Secrets, Lies and a Chunk of Change         |                 | 31 ottobre 2024  |                 |
| 4  | Todd's Mom                                  |                 | 7 novembre 2024  |                 |
| 5  | Thanksgiving                                |                 | 14 novembre 2024 |                 |
| 6  | A Regular Samaritan                         |                 | 5 dicembre 2024  |                 |
| 7  | An Old Mustang                              |                 | 12 dicembre 2024 |                 |
| 8  | Diet Crap                                   |                 | 30 gennaio 2025  |                 |
| 9  | A Tire Convention and the Moral High Ground |                 | 6 febbraio 2025  |                 |
| 10 | A House Divided                             |                 | 13 febbraio 2025 |                 |
| 11 | Working for the Enemy                       |                 | 20 febbraio 2025 |                 |
| 12 | Typhoid Georgie                             |                 | 27 febbraio 2025 |                 |
| 13 | McAllister Auto Loves the Ladies            |                 | 6 marzo 2025     |                 |
| 14 | A Sportsbook and a Breakup                  |                 | 13 marzo 2025    |                 |
| 15 | Goddess of the Music Store                  |                 | 3 aprile 2025    |                 |
| 16 | Baby Fight                                  |                 | 10 aprile 2025   |                 |
| 17 | Two Idiots on a Dirt Bike                   |                 | 17 aprile 2025   |                 |
| 18 | TV Money                                    |                 | 24 aprile 2025   |                 |
| 19 | Snitch v. Deadbeat                          |                 | 1 maggio 2025    |                 |
| 20 | Ladies Love Brunch                          |                 | 8 maggio 2025    |                 |
| 21 | Guilt Boots                                 |                 | 15 maggio 2025   |                 |
| 22 | Big Decisions                               |                 | 15 maggio 2025   |                 |

## The 6:10 to Lubbock
- Titolo originale: The 6:10 to Lubbock
- Diretto da: Mark Cendrowski
- Scritto da: Chuck Lorre, Steve Holland e Steven Molaro

### Trama
Georgie Cooper, sua moglie Mandy McAllister e la loro figlia neonata CeeCee vivono coi genitori e il fratello di lei. Georgie lavora nel negozio di ricambi per auto del suocero, Jim, e ha problemi col collega Ruben, che ritiene Georgie ingiustamente favorito. Nel frattempo, Mandy litiga con sua madre Audrey quando questa insinua che CeeCee non abbia ancora parlato per colpa della stupidità ereditata dal padre. La coppia si trasferisce quindi in un piccolo appartamento vicino ai binari, dove ricevono la visita della madre e della nonna di Georgie, Mary e Connie. Alla fine, Audrey si scusa e la giovane famiglia torna indietro, in tempo per assistere alla prima parola di CeeCee, "papà".
- Guest star: Annie Potts (Connie Tucker), Minerva García (Bev), Zoe Perry (Mary Cooper)

## Some New York Nonsense
- Titolo originale: Some New York Nonsense
- Diretto da: Mark Cendrowski
- Scritto da: Steve Holland, Jim Reynolds (soggetto); Steven Molaro, Connor Kilpatrick (sceneggiatura)

### Trama
Georgie visita la tomba di suo padre e lo rassicura che ha tutto sotto controllo, potendo gestire sia la sua vecchia che la sua nuova famiglia. Tuttavia, nel corso della giornata deve affrontare l'ostilità di Ruben, le critiche di Audrey, le frustrazione di Mandy per la sua ricerca di un lavoro e i problemi scolastici di Missy che è stata sospesa per aver fatto suonare l'allarme antincendio per saltare un compito, causandogli un forte stress. Alla fine esplode accusando ingiustamente Audrey di aver convinto Mandy a lasciare Medford e, sentendosi male, si reca all'ospedale, dove gli viene detto che non sta avendo un infarto ma un attacco di panico. Una volta dimesso, si confronta con Mandy e il giorno dopo si scusa con Audrey. Torna poi sulla tomba di suo padre, dove ammette di non riuscire a gestire tutto ed esprime ammirazione per come ci riusciva lui. Infine, porta al cimitero anche Missy per farle sfogare il dolore.
- Guest star: Raegan Revord (Missy Cooper), Eliza Shin (infermiera), Brian Howe (dottor Hill)

## Secrets, Lies and a Chunk of Change
- Titolo originale: Secrets, Lies and a Chunk of Change
- Diretto da: Mark Cendrowski
- Scritto da: Chuck Lorre, Steven Molaro (soggetto); Steve Holland, Connor Kilpatrick (sceneggiatura)

### Trama
Quando Georgie riceve la sua prima carta di credito, Mandy confessa di avergli nascosto un debito da 12.000 dollari contratto prima di conoscerlo. Mentre la donna cerca di rimediare ricominciando a lavorare come cameriera, Georgie cerca di recuperare una grossa somma da un ex fidanzato, a cui Mandy aveva pagato un ricovero in ospedale. Il ragazzo firma a Georgie un assegno scoperto e in seguito cerca di procurarsi i soldi per coprirlo rapinando la stessa banca in cui Georgie si era recato per riscuotere. Alla fine, Georgie stringe un accordo remunerativo con la polizia locale: lui finanzierà loro le divise da softball e loro chiameranno i McAllister quando ci sarà bisogno di un carro attrezzi.
- Guest star: Casey Mills (Nick), Rebecca Metz (agente Lisa Gilroy), Steve Monroe (Frank), Julie Dove (Cassiera), Casey Ford Alexander (cliente della tavola calda), Melissa Disney (segreteria telefonica, cameo vocale), Brenda Nascimento (cliente della tavola calda)

## Todd's Mom
- Titolo originale: Todd's Mom
- Diretto da: Mark Cendrowski
- Scritto da: Chuck Lorre, Steve Holland (soggetto); Steven Molaro, Nadiya Chettiar (sceneggiatura)

### Trama
Mandy esce con una nuova amica, Beth, una collega della tavola calda recentemente divorziata, ma resta sconvolta quando scopre che il figlio di lei, Todd, è coetaneo di Georgie. Todd invita Georgie a fare motocross con lui e i suoi amici, e quando Mandy cerca di impedirglielo perché troppo pericoloso, Georgie l'accusa di comportarsi come se fosse sua madre. Alla fine, anche se si diverte, lo stesso Georgie finisce per comportarsi da genitore quando i ragazzi tirano fuori le birre, mentre Beth molla Mandy per pomiciare con la sua conquista. Mandy e Georgie si riappacificano e tornano a casa insieme dalla figlia. 
- Guest star: Casey Wilson (Beth), Jackson Kelly (Todd), Evan Nikolas Fields (Richie), Myles Perez (Jason), Alex Ball (dottor Piccardo), Gary Ballard (cliente anziano), Brenda Ballard (cliente anziana), Mike Peebler (Ron), Kalpana Pot (Vanessa), Arthur Richardson (Roger), Galadriel Stineman (Cynthia)

## Thanksgiving
- Titolo originale: Thanksgiving
- Diretto da: Mark Cendrowski
- Scritto da: Steven Molaro, Connor Kilpatrick (soggetto); Steve Holland, Jim Reynolds (sceneggiatura)

### Trama
Si avvicina il primo Ringraziamento dopo la morte di George e Georgie vorrebbe passarlo con sua madre Mary, che però rifiuta dicendo che preferirebbe stare da sola, addirittura mandando Missy a trascorrerlo con un'amica. Mandy si accorge che questo ferisce Georgie, così invita a casa loro Connie e il suo compagno Dale, e riesce a convincere anche Missy in cambio della firma sul permesso per un tatuaggio. Alla fine, anche Mary si presenta, ma ha un crollo quando sente i McAllister litigare in un modo che le ricorda il modo in cui discutevano lei e il marito, così Georgie porta lei e Missy a mangiare la torta sulla tomba del padre, dove Mary scopre del tatuaggio di Missy. Nel mentre, a casa McAllister Dale e Connor improvvisano un duetto con la chitarra e la fisarmonica.
- Guest star: Zoe Perry (Mary Cooper), Raegan Revord (Missy Cooper), Annie Potts (Connie Tucker), Craig T. Nelson (Dale Ballard)

## A Regular Samaritan
- Titolo originale: A Regular Samaritan
- Diretto da: Mark Cendrowski
- Scritto da: Chuck Lorre, Steve Holland (soggetto); Steven Molaro, Nadiya Chettiar (sceneggiatura)

### Trama
Georgie assiste col carroattrezzi una giovane e bella donna, Valerie, che attribuisce il suo successo lavorativo alla sua fede e invita Georgie a prendere parte alle funzioni della sua congregazione. Georgie accetta e la domenica stessa riesce a ottenere un accordo per le riparazioni di tutti i veicoli della chiesa: Jim, impressionato, decide di dargli un aumento. Trovandosi bene, Georgie inizia a trascorrere più tempo in chiesa, con dispiacere di Mandy, visto che ultimamente non erano riusciti a stare molto insieme. Dopo un raduno di studio della Bibbia, Valerie bacia Georgie, che la respinge immediatamente, e Mandy, che era venuta a cercare il marito, assiste alla scena: dopo aver dato un pugno a Valerie, se ne va con Georgie. La notte seguente, Georgie offre nuovamente soccorso a una macchina ferma in strada per poi fuggire quando la guidatrice si rivela essere un'altra bellissima donna.
- Guest star: Kelli Goss (Valerie), Jackson Kelly (Todd), Mike Kersey (cliente), Kalpana Pot (Vanessa), Galadriel Stineman (Cynthia), J.D. Walsh (Reverendo Travis Lemon), Arthur Richardson (Roger), Thomas Daniel Smith (Cook)

## An Old Mustang
- Titolo originale: An Old Mustang
- Diretto da: Mark Cendrowski
- Scritto da: Steven Molaro, Jim Reynolds (soggetto); Steve Holland, Connor Kilpatrick (sceneggiatura)

### Trama
Jim e Georgie iniziano a restaurare una vecchia Mustang per rivenderla. Georgie convince Connor, che gli ricorda Sheldon, a venire con loro a recuperare un pezzo di ricambio, e durante il viaggio vengono affrontati i timori di Connor riguardo all'essere una delusione per suo padre. Georgie lo rassicura che troverà il suo posto nel mondo. Nel frattempo, a casa, Mandy e Audrey cercano di arredare la cameretta per CeCe, con Audrey che accusa Georgie, e più velatamente la bambina, di essere un freno nella realizzazione delle ambizioni di Mandy. Quella sera, dopo essere rientrato, Connor dice alla madre che sono fortunati ad avere Georgie nella loro famiglia e che è una brava persona, lasciando Audrey pensierosa.
- Guest star: nessuna accreditata

## Diet Crap
- Titolo originale: Diet Crap
- Diretto da: Mark Cendrowski
- Scritto da: Steve Holland, Rachel Intrieri (soggetto); Steven Molaro, Connor Kilpatrick (sceneggiatura)

### Trama
Georgie guadagna una commissione di 1.200 dollari, il che porta Mandy a riconsiderare i suoi contributi finanziari in casa. Convince Georgie a investire in una serie di prodotti dietetici da vendere porta a porta, ma il suo primo giorno di vendite è un disastro ed è lo stesso Georgie a smerciare i prodotti. Alla fine, Mandy riesce a realizzare le sue prime vendite con un gruppo di mamme in carriera incontrate dal pediatra e in cui suscita compassione. Nel frattempo, Jim impone a Connor di fare le faccende domestiche, scoprendo con sua sorpresa che il figlio è perfettamente in grado di svolgerle. 
- Guest star: Sarah Baker (Ms. Hutchins); Jennifer R. Blake (Doreen); Patrick Cox (Marty); Mackenzie Marsh (Joan)

## A Tire Convention and the Moral High Ground
- Titolo originale: A Tire Convention and the Moral High Ground
- Diretto da: Mark Cendrowski
- Scritto da: Steven Molaro, Nadiya Chettiar (soggetto); Steve Holland, Jim Reynolds (sceneggiatura)

### Trama
Jim si prepara a partecipare a una convention di pneumatici a New Orleans ed è stranamente riluttante a portare Georgie con sé: durante il viaggio rivela a quest'ultimo che in realtà sono dieci anni che mente per trascorrere quel weekend al casinò. A casa, Audrey rivela a Mandy che sa da sempre dove va davvero il marito, ma che lascia correre perché le piace avere un weekend tutto per lei. Mandy si aspetta comunque che Georgie le dica la verità, ma quando le telefona Georgie, seppur controvoglia, si fa convincere dal suocero che i piccoli segreti sono normali in un matrimonio e mantiene quindi la finzione, ma Audrey rassicura Mandy che nonostante ciò Georgie è un bravo marito. Alla fine, Georgie vince una grossa somma che usa per regalare a Mandy degli orecchini di diamanti, di cui Mandy si vanta con la madre.
- Guest star: Dan Bauer (Frank)

## A House Divided
- Titolo originale: A House Divided
- Diretto da: Mark Cendrowski
- Scritto da: Steve Holland, Nadiya Chettiar (soggetto); Steven Molaro, Connor Kilpatrick (sceneggiatura)

### Trama
Audrey scopre che Mary, venuta in visita, ha aggiunto di nascosto una sua foto nell'album di CeeCee. Mary accusa quindi Audrey di starla volontariamente escludendo dalla vita della nipotina e le due litigano, causando una divisione anche fra Georgie e Mandy, che si schierano prima con le rispettive madri per poi scambiarsi quando Audrey porge a Mary le sue scuse e lei non le accetta. Dopo che il pastore Jeff prova e fallisce nel sanare le cose, Georgie decide di prendere ispirazione da Sheldon e fa firmare a Mary e Audrey un "contratto fra nonne". I MacAllister scattano poi un nuovo ritratto di famiglia, questa volta includendo Mary.
- Guest star: Matt Hobby (Pastore Jeff Difford); Zoe Perry (Mary Cooper), Tom Lommel (fotografo), Jay Leno (se stesso)

## Working for the Enemy
- Titolo originale: Working for the Enemy
- Diretto da: Mark Cendrowski
- Scritto da: Chuck Lorre, Steven Molaro (soggetto); Steve Holland, Jim Reynolds (sceneggiatura)

### Trama
Quando Georgie agisce alle spalle di Jim mettendo in vendita delle gomme coreane, Jim lo licenzia, anche se Georgie insiste di essersene piuttosto andato lui. Georgie viene quindi assunto dal rivale di Jim, Fred Fagenbacher, che è stato anche l'ex di Audrey. Quando questa, su richiesta di Mandy, gli chiede di licenziare Georgie così che possa tornare a lavorare dai MacAllister, Fred flirta con lei, che lo respinge, e quando Fred parla male di Audrey con Georgie è il ragazzo stesso a licenziarsi. Georgie si scusa poi con Jim, mentre Jim ammette che Georgie aveva ragione sulle gomme coreane e che è il benvenuto a tornare al lavoro. Più tardi, Jim e Fred si scontrano e litigano su quale attività stia andando meglio. 
- Guest star: Matt Letscher (Fred Fagenbacher), Natasha Hall (Diana)

## Typhoid Georgie
- Titolo originale: Typhoid Georgie
- Diretto da: Mark Cendrowski
- Scritto da: Steve Holland, Connor Kilpatrick (soggetto); Steven Molaro, Nadiya Chettiar (sceneggiatura)

### Trama
Georgie prende l'influenza e, nonostante le sue proteste, viene convinto a prendersi un giorno libero dal lavoro. Costretto a letto, finisce per sognare il suo defunto padre, affrontando così le sue paure, da quella di deludere chi conta su di lui a quella di non poter essere presente per sua figlia quando crescerà. Nel frattempo, Mandy ottiene un lavoro temporaneo come meteorina al telegiornale locale, del quale è entusiasta ma che le provoca anche molta ansia: se da un lato è il lavoro dei suoi sogni e spera che la sua performance la faccia notare, dall'altro è preoccupata che per quello che un'eventuale carriera in TV comporterebbe per la sua famiglia.
- Guest star: Lance Barber (George Cooper), Casey Wilson (Beth), Dale E. Turner (Roy)

## McAllister Auto Loves the Ladies
- Titolo originale: McAllister Auto Loves the Ladies
- Diretto da: Mark Cendrowski
- Scritto da: Steven Molaro, Connor Kilpatrick (soggetto); Steve Holland, Jim Reynolds (sceneggiatura)

### Trama
Jim e Georgie cercano di allargare la clientela rendendo l'officina più accogliente per le donne, con Audrey che si offre di aiutare. A sorpresa, Georgie e Audrey fanno squadra, il che infastidisce Jim, che non approva i cambiamenti apportati. Dopo che il suocero fa notare a Georgie che lui lo ha sempre accettato e supportato, a differenza della moglie, Georgie cerca di schierarsi più dalla sua parte, ma questo porta Jim e Audrey a litigare. Quando Georgie cerca di scusarsi scopre però che i McAllister hanno già fatto pace, e i due gli dicono che in un matrimonio è normale litigare di tanto in tanto. Alla fine, Audrey decide di aver fatto tutto il necessario e che vuole tornare a occuparsi della nipotina, e subito dopo Jim riporta tutto come era prima dell'intervento della moglie, ad eccezione del nuovo water.
- Guest star: Eugene Byrd (Don), Lyn Alicia Henderson (Rita)

## A Sportsbook and a Breakup
- Titolo originale: A Sportsbook and a Breakup
- Diretto da: Mark Cendrowski
- Scritto da: Steve Holland, Nadiya Chettiar (soggetto); Chuck Lorre, Steven Molaro, Connor Kilpatrick (sceneggiatura)

### Trama
Mandy scopre che Connie fa da allibratrice per un giro di scommesse illegali sui campionati liceali, nascondendolo a Dale. Mandy vuole entrare nel giro, ma Georgie non è d'accordo e finisce per dire la verità a Dale, che di conseguenza lascia Connie. In seguito, Dale si ubriaca mentre consegna ai McAllister alcune cose della donna, mettendo al corrente anche i genitori di Mandy del giro di scommesse, mentre Connie e Mandy ottengono un Rolex come pagamento da un debitore. Alla fine Dale si scusa con Connie e i due si rimettono insieme.
- Guest star: Annie Potts (Connie Tucker), Craig T. Nelson (Dale Ballard), Doc Farrow (Wayne Wilkins), Brent Anderson (Luther), Asante Jones (Chip), Dale E. Turner (Roy)

## Goddess of the Music Store
- Titolo originale: Goddess of the Music Store
- Diretto da: Nikki Lorre
- Scritto da: Chuck Lorre, Steve Holland (soggetto); Steven Molaro, Jim Reynolds (sceneggiatura)

### Trama
Connor ha una cotta per una ragazza, Chloe, che lavora in un negozio di musica. Con sorpresa di Georgie, che lo accompagna a parlarle, Connor se la cava molto bene e le regala una cassetta di musica strumentale per cui lei si offre di scrivere i testi. Qualche giorno dopo Connor invita Chloe a casa e passano la notte insieme. Mandy, preoccupata, cerca di dare qualche consiglio al fratello, ma lui le dice che ha già esperienza con le ragazze e che non ha in programma di avere bambini nel prossimo futuro perché non vuole rovinarsi la vita come lei. 
- Guest star: Kara Arena (Chloe)

## Baby Fight
- Titolo originale: Baby Fight
- Diretto da: Mark Cendrowski
- Scritto da: Steven Molaro, Connor Kilpatrick (soggetto); Steve Holland, Nadiya Chettiar (sceneggiatura)

### Trama
Georgie e Mandy litigano sull'avere o meno un secondo figlio: Georgie è determinato nel volerne un altro e in tempi brevi, mentre Mandy è molto più incerta. Georgie finisce per esagerare nei suoi tentativi di spingere il suo punto di vista e passa la notte da sua madre. Mary, il pastore Jeff e i McAllister sembrano tutti sostenere Georgie, e suggeriscono che Mandy cambierà idea quando CeeCee sarà un po' più grande. Georgie e Mandy capiscono di volere cose molto diverse dal futuro, ma lasciano aperta la possibilità di avere un giorno un altro bambino. Infine, Mandy ha un'esperienza di lavoro deludente quando viene chiamata per fare un servizio durante una tempesta.   
- Guest star: Zoe Perry (Mary Cooper), Matt Hobby (pastore Jeff Difford), Casey Wilson (Beth), Brandee Steger (dottoressa Bell)

## Two Idiots on a Dirt Bike
- Titolo originale: Two Idiots on a Dirt Bike
- Diretto da: Mark Cendrowski
- Scritto da: Steve Holland, Laura Willcox (soggetto); Chuck Lorre, Steven Molaro (sceneggiatura)

### Trama
Georgie e Mandy scoprono che la quindicenne Missy sta uscendo con Todd, il figlio ventenne di Beth, la collega di Mandy, e questo causa tensioni quando Georgie minaccia Todd e le due donne di conseguenza litigano sul lavoro. Todd e Missy decidono di scappare in Messico per sposarsi, ma lei lo lascia prima di attraversare il confine e torna a casa. Nel frattempo, Georgie e Mandy, che stavano cercando i due col pick-up e hanno interrotto il benzinaio a cui avevano chiesto informazioni prima che questo potesse dire loro che i due ragazzi sono tornati indietro, finiscono per rimanere bloccati in Messico dopo aver finito la benzina.    
- Guest star: Zoe Perry (Mary Cooper), Raegan Revord (Missy Cooper), Casey Wilson (Beth), Jackson Kelly (Todd), Dale E. Turner (Roy), Stephen Monroe Taylor (Clark)

## TV Money
- Titolo originale: TV Money
- Diretto da: Nikki Lorre
- Scritto da: Steven Molaro, Danny Rivera (soggetto); Steve Holland, Connor Kilpatrick (sceneggiatura)

### Trama
Mandy viene rimproverata dal padre perché progetta di usare i soldi guadagnati dai lavori in TV per andare alla SPA invece di di contribuire alle spese di casa, così la ragazza fa mostra di volerli restituire firmando un assegno e resta sconvolta quando Jim lo accetta.  Audrey, già titubante sull'accettare soldi dalla figlia,  decide di unirsi a lei alla SPA lasciando Jim a prendersi cura di CeeCee da solo quando il marito sminuisce la fatica del crescere dei figli. Nel frattempo, Connor si ritrova a dover ospitare Chloe ed è spaventato che, passando tutto il tempo insieme, lei si renda conto delle sue stranezze e lo lasci.    
- Guest star: Kara Arena (Chloe)

## Snitch v. Deadbeat
- Titolo originale: Snitch v. Deadbeat
- Diretto da: Mark Cendrowski
- Scritto da: Steve Holland, Nadiya Chettiar (soggetto); Steven Molaro, Jim Reynolds (sceneggiatura)

### Trama
Connie dice a Mandy che Jim ha scommesso con lei e ora le deve 1.200 dollari. Jim prova a rateizzare il debito per evitare che la moglie lo scopra, ma Connie non vuole aspettare e nonostante le proteste di Georgie avvisa Audrey, che s'infuria con tutti loro. Audrey inoltre avvisa Connie che non solo non pagheranno, ma che la denuncerà, nonostante Connie minacci Mandy. Alla fine però Audrey desiste per proteggere la figlia. Georgie ripaga Connie usando i suoi guadagni, facendo arrabbiare la moglie e i suoceri. 
- Guest star: Annie Potts (Connie Tucker), Craig T. Nelson (Dale Ballard), Nas Akkerman (cliente del bar), Jordan Jones (Riff Raff), Rebecca Metz (agente Gilroy)

## Ladies Love Brunch
- Titolo originale: Ladies Love Brunch
- Diretto da: Mark Cendrowski
- Scritto da: Steven Molaro, Jamie Laski (soggetto); Steve Holland, Connor Kilpatrick (sceneggiatura)

### Trama
Georgie e Mandy progettano di organizzare qualcosa per loro e CeeCee per la festa della mamma, ma sia Mary che Audrey vorrebbero trascorrerla con i rispettivi figli e la nipotina. In più, Audrey chiede anche di conoscere Chloe, e Connor accetta solo a patto che anche Georgie e Mandy siano presenti. Georgie propone quindi di organizzare un brunch da trascorrere tutti insieme. Dopo un inizio promettente, Audrey e Mary litigano di nuovo quando Chloe sembra apprezzare Mary più di Audrey.   
- Guest star: Zoe Perry (Mary Cooper), Raegan Revord (Missy Cooper), Kara Arena (Chloe)

## Guilt Boots
- Titolo originale: Guilt Boots
- Diretto da: Mark Cendrowski
- Scritto da: Steve Holland, Nadiya Chettiar, Rachel Intrieri (soggetto); Steven Molaro, Jim Reynolds (sceneggiatura)

### Trama
Mandy viene assunta come meteorologa locale per il servizio mattutino, ma dopo mesi ancora non ha detto or Georgie che il suo nuovo capo è Scott, il suo ex di San Antonio, e colma il senso di colpa riempiendolo di regali, nonostante sia Audrey che il suo prete le abbiano consigliato di essere sincera. Nel frattempo, Fred Fagenbacher offre a Jim una somma altissima per il suo negozio, che gli permetterebbe di andare in pensione: Jim considera seriamente la cosa e Georgie si sente tradito, perché Jim aveva sempre lasciato intendere che lo avrebbe lasciato a lui. La sera dopo, Jim annuncia che accetterà l'offerta e Mandy confessa tutto a Georgie. 
- Guest star: Christopher Gorham (Scott), Matt Letscher (Fred Fagenbacher), Tom Virtue (Padre Donovan)

## Big Decisions
- Titolo originale: Big Decisions
- Diretto da: Mark Cendrowski
- Scritto da: Steven Molaro, Steve Holland (soggetto); Chuck Lorre, Connor Kilpatrick (sceneggiatura)

### Trama
Georgie si sente tradito sia da Mandy che da Jim e va a stare da sua madre. Audrey dice a Mandy quello che aveva già detto a Jim, ovvero che dovrebbe prendere le sue decisioni senza preoccuparsi di Georgie. Georgie nel frattempo decide di compare lui stesso il negozio e chiede 48 ore per trovare il denaro, litigando con Mandy che non vuole che il marito s'indebiti. Per ottenere un prestito, Mary offre come garanzia la sua casa, ma la somma non basta comunque: a questo punto, Ruben si offre di investire la differenza come socio di Georgie. Jim accetta la loro offerta e si ritira, ma il giorno dopo Fred avvisa i due che li farà fallire. Nel frattempo, dopo Mandy viene promossa al servizio del weekend e d'impulso abbraccia il suo ex, lei e Georgie parlano della loro situazione: entrambi sono preoccupati e non approvano le ultime decisioni dell'altro, ma si amano e vogliono provare a fidarsi.  
- Guest star: Zoe Perry (Mary Cooper), Christopher Gorham (Scott), Matt Letscher (Fred Fagenbacher), Wallace Langham (signor Harlan), Eddie Blackwell Williams (direttore di banca)